# Buwal jezik
Buwal jezik (bual, gadala, ma buwal; ISO 639-3: bhs), afrazijski jezik u kamerunskoj provinciji Far North kojim govori oko 7 000 ljudi (2001 SIL) u i oko Gadale. Pripada užoj čadskoj skupini biu-mandara.
Etnička grupa Buwal ili Gadala/Galdala, srodna je Gavarima. U upotrebi su i fulfulde ili Francuski [fra]

## Vanjske poveznice
- Ethnologue (14th)
- Ethnologue (15th)